# Norges Volleyballforbund
Norges Volleyballforbund (NVBF) bildades den 11 augusti 1946. Förbundet består av 4 regioner; indelade på 19 kretser och cirka 450 klubbar. NVBF är medlem av Norges Idrettsforbund (NIF), Norges Olympiske Komité (NOK) och internationella volleybollförbundet.

## Historik
Volleybollaktiviteten i Norge kan dateras tillbaka till 1935, då Rolf Hofmo, sekretrerare i Arbeidernes Idrettsforbund (AIF), besökte Sovjet, och demonstrerade för AIF hur spelet gynnade kvinnorna i IAF. 1936 blev upptogs spelet, ursprungligen kallat «nettball», av AIF och de första träningarna började samma höst i källaren hos Arbeiderbladet på Youngstorget i Oslo.
1970 fick sina första anställda, med kontor på Youngsgata 1, i samma byggnad som Norges Idrettsforbund höll till. 1975 flyttade förbundet tillsammans med många andra förbund till Rud i Bærum. 1999 flyttades administrationen till Ullevål Stadion i Oslo.

### Ordförande
| Ordförande            | Period    |
| --------------------- | --------- |
| Rolf Eker             | 1946–1958 |
| Tor Breen             | 1958–1965 |
| Bjørn Heiberg         | 1965–1970 |
| ubesatt               | 1970–1971 |
| John Framnes          | 1971–1986 |
| Ola Ree               | 1986–1990 |
| Harald Bjørgen        | 1990–1994 |
| Jim Nerdal            | 1994–1996 |
| Ole Kristian Sørlie   | 1996–1998 |
| Roar Sundbø           | 1998–2002 |
| Edgar Broks           | 2002–2006 |
| Ståle Emil Johansen   | 2009–2012 |
| Stein-Gunnar Bondevik | 2012–2016 |
| Eirik Sørdahl         | 2016-     |

## Organisation
Eliteserien (damer, herrar) är högsta nivån i seriesystemet. Under den kommer 1. divisjon, med flera divisioner under. Norska mästare koras genom Norgesmesterskapet (damer), herrar), som är en separat tävling (ett vanligt förekommande upplägg inom norsk idrott, men ovanligt i andra länder). Mästerskapet har förutom senior även tävlingsklasserna veteraner, juniorer, samt pojkar och flickor. Förbundet anordnar också mästerskap för sekundärskolor. Sedan 1993 anordnas också Norgesmesterskapet i beachvolley.